# Pierre Richard
Pierre Richard (Valenciennes, 16 de agosto de 1934), nome artístico de Pierre-Richard Maurice Léopold Defays, é um ator, diretor de cinema, roteirista, produtor cinematográfico e cantor) de origem francesa.
Ele se tornou uma estrela cômica do cinema francês no início da década de 1970, e seus maiores sucessos foram suas interpretações de personagens burlescos, sonhadores e blunderbusses: François Pignon (ou François Perrin) foi em várias ocasiões nos filmes de Francis Veber. Ele é muitas vezes apelidado de "Le Grand Blond" (o grande loiro) desde o filme  Le Grand Blond avec une chaussure noire (o grande loiro com um sapato preto).

## Biografia

### Infância
Pierre-Richard Maurice Léopold Defays nasceu em uma grande família burguesa de Valenciennes. Ele é o filho de Maurice Defays, um industrial que desperdiçou a fortuna da família e Madeleine Paolassini. Ele também é o neto de Léopold Defays, diretor da siderúrgica Escaut-et-Meuse. Seu primeiro nome veio do nome artístico de Pierre Richard-Willm, que era o ator favorito de sua mãe.
O pai dele partiu antes do nascimento, cresceu com sua mãe e seus dois avós. Ele sofreu toda a sua vida com a "doença do pai", como ele confia em Le Petit Blond dans un grand parc, uma narrativa autobiográfica escrita em 1989 à atenção de seus dois filhos.
Pierre Richard passou sua infância e parte de sua juventude  no castelo familiar de Rougeville, perto de sua cidade natal, onde foi educado no Lycée Henri Wallon, então pensionista na instituição Notre Dame.
Faltando regularmente às aulas para ir ao cinema, é Danny Kaye, em Un fou s'en va-t-en guerre, que revela sua vocação.

### Vida profissional
Em 1953, ele se juntou a sua mãe em Paris, onde tomou aulas de teatro na Escola Charles Dullin. Para satisfazer a família e acalmar as ansiedades de sua avó, ele teve que aprender um "trabalho real". É assim que ele conduz estudos de fisioterapia sem renunciar ao mundo do entretenimento.
Em 1958, uma peculiaridade física: sua hiperlaxia apareceu na série de quadrinhos La Belle Equipe.
Em 19 de fevereiro de 1960, ele se casou com Danielle Minazzoli (uma dançarina que conheceu em Dullin) com quem ele teve dois filhos, Christophe e Olivier.
Em 1961, em paralelo com seus estudos de fisioterapia, ele começou sua carreira de ator com Antoine Bourseiller enquanto se apresentava em cabarés parisienses (como l'Éclusé) onde ele tocava seus primeiros esboços escritos com Victor Lanoux.
|
Durante cinco anos, os dois amigos escreveram esboços que interpretam na maioria dos cabarés da margem esquerda, e muitas vezes na primeira parte dos concertos de Georges Brassens.
Em 1968, estreou no cinema em Alexandre, o Beato, de Yves Robert.
Na década de 1970, Pierre Richard também foi classificado como um quadrinho "burlesco" e "poético". Ele também se esforçou para introduzir um aspecto "denunciante" nos filmes que ele fez e realizou, propaganda ridicularizada (Le Distrait), televisão (Les Malheurs d'Alfred), ou vendas de armas (Je sais rien mais je dirai tout - não sei mais, mas vou dizer tudo).
Depois, apanhado no que ele chama de "espiral de sucesso", tende mais para outros diretores do que ele, esquecendo os aspectos de protesto de seus primeiros filmes. Ele reconheceu a posteriori que "se perdeu" em comédias mais comerciais. Se ele declara assumir sua carreira, ele julga alguns dos filmes que ele fez, C'est pas moi, c'est lui (Não sou eu, é ele) e Droit dans le mur (Direto na parede), antes perdeu.
Em 1970, dirigiu seu primeiro filme, Le Distrait, produzido por La Guéville, uma casa de produção de Yves Robert e Danièle Delorme, seguidos por Les Malheurs d'Alfred em 1972 e Je sais rien, 1973.
Ele encontrou Yves Robert para rodar Le Grand Blond avec une chaussure noire e sua sequência, Le Retour du grand blond, ambas escritas por Francis Veber, que mais tarde confiou o papel do Jouet, seu primeiro longa-metragem como diretor .
Ele fundou em 1974 a empresa de produção Fideline Films, que o seguirá até 2013, ano de sua revenda ao Gaumont.
No início dos anos 80, Francis Veber e Pierre Richard começaram uma colaboração frutífera para três comédias bem sucedidas, La Chèvre, Les Compères e Les Fugitifs, onde Pierre Richard compartilhou o cartaz com Gérard Depardieu.
Em 1987, ele produziu e dirigiu, em Cuba e América do Sul, um documentário sobre Che Guevara, um personagem que admirava tantos jovens da época e a quem desejava prestar homenagem, Parlez-moi du Che.
Na década de 1990, ele diversificou seu registro, afastou-se do burlesco em filmes como Les Mille et une recettes du cuisinier amoureux (Les Mille e uma receita do cozinheiro), mas não encontrou o sucesso comercial que lhe valeu seus filmes de quadrinhos.
Em 1991, ele voltou à realização com o On peut toujours rêver (Pode-se sempre sonhar) e, em 1997, com o Right in the Wall, um filme que se alimenta no seu curso, mas que acaba por ser uma falha comercial (18 mil entradas na França), marcando o fim como diretor.
Pierre Richard obtém seus maiores sucessos em papéis de personagens desajeitados, muitas vezes lunares. Ele mesmo vê uma constante em seus filmes como diretor, bem como naqueles que ele filmou para outros: "a inadequação de seu personagem, seu atraso no mundo em que ele está trabalhando.
Em 2002, ele voltou para Cuba, onde, para a televisão, interpretou Robinson Crusoe, com base no romance de Daniel Defoe. A maior parte do tiroteio ocorre nas praias de Baracoa, no final da ilha cubana.
Em 2005, Pierre Richard é presidente do júri do Festival dos Very Courts. No mesmo ano, um documentário foi dedicado a ele, Pierre Richard, a arte do desequilíbrio, dirigida por Jérémie Imbert e Yann Marchet. Este filme retrata a carreira do "Grand Blond" com os testemunhos de artistas que colaboraram com ele.
Em 26 de fevereiro de 2006, Pierre Richard recebeu o César Honorário, premiado por toda a carreira pela Academia de Artes e Técnicas de Cinema e apresentado pelo ator Clovis Cornillac, um dos seus parceiros em Le Cactus.
Em 2008, estreou no solo de Quebec, Le Bonheur de Pierre, que foi lançado em fevereiro de 2009 no Canadá e em fevereiro de 2010 na França.
Em 2009, ele desempenha seu próprio papel no Cineman, e ocupa o papel principal de Victor.
Em 2014, Pierre Richard lança sua TV na Web, ano de seus 80 anos. Encontramo-lo em vários vídeos, incluindo uma câmera escondida com seus amigos em Quebec.

### Vida familiar
Os dois filhos de Pierre Richard são músicos e atores: Olivier Defays, saxofonista da dupla Blues Trottoir (ele acompanha seu pai no palco no Franchise postale) e Christophe Defays, baixista.
Pierre Richard é avô seis vezes. Um dos seus três netos, Arthur Defays, é um modelo.

## Personagens recorrentes
Entre seus maiores papéis no cinema, Pierre Richard interpretou várias personagens com o mesmo nome, mas sem o menor relacionamento entre eles. Assim, é chamado:
- François Perrin em:
  - Le Grand Blond avec une chaussure noire e Le Retour du grand blond, um violinista usado como "con armadilha" e tomado por um agente secreto;
  - On aura tout vu, um fotógrafo que escreve um roteiro e vende para um produtor de pornografia (Jean-Pierre Marielle);
  - Le Jouet, um jornalista comprou um brinquedo em uma loja de departamento para o filho de um homem de negócios poderoso Michel Bouquet);
  - La Chèvre, um contador incrivelmente desafortunado enviado ao México, assistido por um detetive particular  (Gérard Depardieu).[8]
- Pierre Renaud em:
  - Je suis timide mais je me soigne, um caixeiro de hotel que sofre de uma timidez mórbida e tenta seduzir um cliente rico com a ajuda de um agente matrimonial (Aldo Maccione);
  - C'est pas moi, c'est lui, um negro escrevendo para o mesmo autor e aproveitando sua chance trabalhando com um produtor famoso (Aldo Maccione).
- François Pignon em:
  - Les Compères, uma professora depressiva desempregada, responsável por uma investigação em companhia de um jornalista machista (Gérard Depardieu);
  - Les Fugitifs, um executivo desempregado por três anos, pai de uma garota de cinco anos, perdeu uma incursão e forçou o cavalo em companhia de um ex-ladrão (Gérard Depardieu).

## Sua obra

### Cinema

#### Décadas de 1950 e 1960
- 1958 : Montparnasse 19, de Jacques Becker : un étudiant peintre (non crédité)
- 1961 : La Peau et les Os (film, 1961)|La Peau et les Os]] de Jean-Paul Sassy : Pierini
- 1967 : Un idiot à Paris, de Serge Korber : un agent de police
- 1968 : Alexandre le bienheureux, d'Yves Robert : Colibert
- 1968 : La Prisonnière (film, 1968)|La Prisonnière, d'Henri-Georges Clouzot : un artiste qui expose (non crédité)
- 1968 : Tête de pont pour huit implacables, d'Alfonso Brescia : sergent Doss

#### Década de 1970
- 1970 : Le Distrait, de Pierre Richard : Pierre Malaquet
- 1970 : Teresa de Gérard Vergez
- 1970 : Trois hommes sur un cheval, de Marcel Moussy : le peintre
- 1971 : Sur un arbre perché, de Serge Korber : un alpiniste
- 1971 : La Coqueluche, de Christian-Paul Arrighi : Pierre
- 1972 : Les Malheurs d'Alfred, de Pierre Richard : Alfred Dhumonttyé
- 1972 : Le Grand Blond avec une chaussure noire, d'Yves Robert : François Perrin
- 1973 : La Raison du plus fou, de Raymond Devos et François Reichenbach : L'élève motard
- 1973 : Je sais rien, mais je dirai tout, de Pierre Richard : Pierre Gastié-Leroy
- 1974 : Juliette et Juliette, de Remo Forlani : Bob Rozenec
- 1974 : Un nuage entre les dents, de Marco Pico : Prévot
- 1974 : La Moutarde me monte au nez, de Claude Zidi : Pierre Durois
- 1974 : Le Retour du grand blond, d'Yves Robert : François Perrin
- 1975 : Trop c'est trop, de Didier Kaminka
- 1975 : La Course à l'échalote, de Claude Zidi : Pierre Vidal
- 1976 : On aura tout vu, de Georges Lautner : François Perrin
- 1976 : Les Naufragés de l'île de la Tortue, de Jacques Rozier : Jean-Arthur Bonaventure
- 1976 : Le Jouet, de Francis Veber : François Perrin
- 1978 : Je suis timide mais je me soigne, de Pierre Richard : Pierre Renaud
- 1978 : La Carapate, de Gérard Oury : Jean-Philippe Duroc
- 1979 : C'est pas moi, c'est lui, de Pierre Richard : Pierre Renaud

#### Década de 1980
- 1980 : Le Coup du parapluie, de Gérard Oury : Grégoire Lecomte
- 1981 : La Chèvre, de Francis Veber : François Perrin
- 1983 : Un chien dans un jeu de quilles, de Bernard Guillou : Pierre Cohen
- 1983 : Les Compères, de Francis Veber : François Pignon
- 1984 : Le Jumeau, d'Yves Robert : Matthias et Mathieu Duval
- 1985 : Les Rois du gag de Claude Zidi - Lui-même
- 1985 : Tranches de vie, de François Leterrier : Le pilote de l'avion (non crédité)
- 1986 : Les Fugitifs, de Francis Veber : François Pignon
- 1988 : Mangeclous, de Moshé Mizrahi : Mangeclous
- 1988 : À gauche en sortant de l'ascenseur, d'Édouard Molinaro : Yann Ducoudray

#### Década de 1990
- 1990 : Promotion canapé, de Didier Kaminka : L'informateur
- 1990 : Bienvenue à bord !, de Jean-Louis Leconte
- 1991 : On peut toujours rêver, de Pierre Richard : Charles de Boisleve, dit "L'Empereur"
- 1992 : Vieille canaille, de Gérard Jourd'hui : Charlie
- 1993 : La Cavale des fous, de Marco Pico : Bertrand Daumale
- 1994 : La Partie d'échecs, d'Yves Hanchar : Ambroise, le pasteur
- 1995 : l'Amour conjugal, de Benoît Barbier
- 1997 : Les Mille et Une Recettes du cuisinier amoureux (Shekvarebuli kulinaris ataserti retsepti), de Nana Dzhordzhadze : Pascal Ichak
- 1997 : Droit dans le mur, de Pierre Richard : Romain

#### Década de 2000
- 2001 : L'Été de mes 27 baisers (27 Missing Kisses), de Nana Dzhordzhadze : Captain
- 2003 : Mariées mais pas trop, de Catherine Corsini : Maurice Donnay
- 2003 : Les Clefs de bagnole, de Laurent Baffie : Lui-même
- 2005 : En attendant le déluge, de Damien Odoul : Jean-René
- 2005 : Le Cactus, de Gérard Bitton et Michel Munz : Christian
- 2006 : Essaye-moi, de Pierre-François Martin-Laval : le père d'Yves-Marie
- 2007 : Le Serpent, d'Éric Barbier : Cendras
- 2008 : Faubourg 36 de Christophe Barratier : Max, « Monsieur TSF »
- 2009 : King Guillaume de Pierre-François Martin-Laval : William-Fernand
- 2009 : Victor de Thomas Gilou : Victor
- 2009 : Cinéman de Yann Moix : Lui-même
- 2009 : Le Bonheur de Pierre de Robert Ménard : Pierre Martin

#### Década de 2010
- 2011 : Et si on vivait tous ensemble ? de Stéphane Robelin : Albert
- 2012 : Mes héros d'Éric Besnard : Jean
- 2013 : Prodavets igrushek de Yuri Vasilyav
- 2013 : Les Âmes de papier de Vincent Lannoo : Victor
- 2015 : Flora63 de Stéphane Robelin : Lucien
- 2016 : Les Plombiers, de Pierre-François Martin-Laval
- 2017 : Un profil pour deux, de Stéphane Robelin : Pierre Stein

### Televisão
- 1962 : Les Trois Henry d' Abder Isker : Loignac
- 1963 : Le Théâtre de la jeunesse : Jean Valjean d'après Les Misérables de Victor Hugo, réalisation Alain Boudet
- 1967 : Malican père et fils, de Yannick Andréi, Marcel Cravenne et François Moreuil (série télévisée)
- 1967 : Quand la liberté venait du ciel de Jacques-Gérard Cornu, Jean Goumain,
- 1969 : Agence Intérim (épisode "Banque"), série télévisée de Marcel Moussy et Pierre Neurisse : Le chef de Banque
- 1970 : Perrault 70 (conte musical où deux jeunes gens rencontrent les personnages de Perrault : le Petit Poucet, Barbe-Bleue, le Chat Botté, le Petit chaperon rouge, le grand méchant Loup et l'ogre) Émission de Jacques Samyn ; distribution :Thalie Fruges et Pierre Richard
- 2000 : Sans famille, de Jean-Daniel Verhaeghe (téléfilm): Vitalis / Vitalo Pedrotti
- 2003 : Robinson Crusoé, de Thierry Chabert (téléfilm): Robinson Crusoé
- 2005 : Pierre Richard, l'Art du Déséquilibre, de Jérémie Imbert et Yann Marchet (documentaire)
- 2007 : Palizzi (1 épisode)
- 2010 : Parizhane de Stas Egerev, Sergey Polyanskiy
- 2010 : Le Grand Restaurant de Gérard Pullicino (divertissement télévisuel)
- 2011 : Platane (série TV) de Eric Judor et Denis Imbert : lui-même
- 2012 : Les Quatre Saisons d'Antoine d'après Vivaldi (divertissement télévisuel)

### Teatro
- 1962 : Dans la jungle des villes de Bertolt Brecht, mise en scène Antoine Bourseiller, théâtre des Champs-Élysées
- 1963 : Six Hommes en question de Frédéric Dard & Robert Hossein, mise en scène Robert Hossein, théâtre Antoine
- 1966 : Strip-tease et En pleine mer de Sławomir Mrożek, mise en scène Antoine Bourseiller, Poche Montparnasse
- 1966 : Les Caisses, qu'est-ce ? de Jean Bouchaud, Théâtre-Maison de la culture de Caen
- 1967 : Les Caisses, qu'est-ce ? de Jean Bouchaud, théâtre La Bruyère
- 1967 : Un parfum de fleurs de James Saunders, mise en scène Georges Vitaly, Théâtre La Bruyère
- 1985 : Dieu, Shakespeare et moi de Woody Allen, mise en scène Jean-Louis Terrangle, théâtre de la Porte Saint Martin
- 1994 : On purge bebé et Feu la mère de Madame de Georges Feydeau, mise en scène Bernard Murat, théâtre Édouard VII
- 1996 : Meurtre à Valparaiso de Oscar Castro, mise en scène de l'auteur, Espace Aleph
- 1998 : Peep-show dans les Alpes de Markus Köbeli, mise en scène Jean-Vincent Lombard, tournée
- 2001 : Un homme à la mer de Ghigo de Chiara, mise en scène Stéphan Meldegg, Théâtre La Bruyère
- 2003-2004 : Détournement de mémoire de Pierre Richard et Christophe Duthuron, mise en scène Christophe Duthuron, théâtre du Rond-Point
- 2007-2008 : Pierre et Fils de Pierre Palmade et Christophe Duthuron, mise en scène Christophe Duthuron, théâtre des Variétés et tournée
- 2009-2012 : Franchise postale de Pierre Richard et Christophe Duthuron, mise en scène Christophe Duthuron, Pépinière Théâtre et tournée
- 2012 : Pierre Richard III de Pierre Richard et Christophe Duthuron, mise en scène Christophe Duthuron, Théâtre du Rond-Point
- 2013 : Pierre Richard III de Pierre Richard et Christophe Duthuron, mise en scène Christophe Duthuron, Bobino
- 2013 : La Maison d'Os de Roland Dubillard, mise en scène Anne-Laure Liégeois, Théâtre du Rond-Point, Théâtre des Célestins, Théâtre de l'Ouest parisien, tournée
- 2013-2014 : Pierre Richard III de Pierre Richard et Christophe Duthuron, mise en scène Christophe Duthuron, Festival d'Avignon 2013, tournée